# Cessna 208 Caravan
A Cessna 208 Caravan az amerikai Cessna repülőgépgyár könnyű utasszállító repülőgép. 1968-ben repült először. Napjainkban is gyártják. Teherszállító változata is létezik.

## Története
A gép prototípusa 1982. december 9-én repült először, majd 1984-ben kapta meg a FAA-tól a légialkalmassági bizonyítványt. Sorozatgyártása a Cessna központjában, Wichitában indult el. A FedEx igényei alapján elkészítették az ablak nélküli teherszállító változatát is. Szintén a FedEx számára 1986-ban készült egy meghosszabbított törzsű és a törzs alatt kiegészítő tehertérrel ellátott teherszállító változat, a Cessna 208B Super Cargomaster. Ennek utasszállító változata lett a Cessna 208B Grand Caravan, melynél meghagyták a törzs alatti kiegészítő teherteret. A sorozatgyártás alatt folyamatosan korszerűsítették és továbbfejlesztették, így több újabb típusváltozata jött létre.
A gép sorozatgyártását több más típussal együtt  2016-tól áttelepítették a kansasi Independence-ben lévő Cessna üzembe, hogy kapacitásokat szabadítsanak fel a Citation Longitude és a Denali gépek gyártásához.
2012-ben jelentették be, hogy a gép összeszerelését Kínában is elkezdik.